# Сочи (аэропорт)
Международный аэропорт Со́чи имени В. И. Севастьянова (ИАТА: AER, ИКАО: URSS) — международный аэропорт города Сочи, Краснодарский край. Крупнейший узел местных и международных авиалиний в Южном федеральном округе России.
Расположен в Адлерском районе Сочи, из-за чего также распространено название «аэропорт Адлер». Обслуживает крупнейший российский курорт, его агломерацию (включая федеральную территорию Сириус, Туапсе), прочие тяготеющие территории и Абхазию (245 тыс. чел.) с общим постоянным населением около 900 тыс. чел. Имеет статус аэропорта федерального значения.
Аэропорт занимает в стране 5-е место по пассажирообороту (11 076 621 пассажиров) после московских Шереметьево, Домодедово, Внуково и петербургского Пулково. Расстояние от аэропорта до Москвы — около 1360 км, время в полёте чуть больше 4-х часов.
Оператором аэропорта является АО «Междунаро́дный аэропо́рт Со́чи». Управляющая компания — ООО «Аэродинамика».

## История

### Военный аэродром
Аэродром в Адлерском районе был построен для защиты Черноморского побережья во время Великой Отечественной войны. Строительство аэродрома было начато 9 июля 1941 года на территории семеноводческого совхоза «Черноморец». За 50 дней жители города Сочи под руководством инженера Ивана Гавриловича Шевкуненко построили лётное поле с грунтовой взлётно-посадочной полосой, а также одноэтажное здание штаба площадью 20 м².

На поле старого и нового аэродрома Сочи базировался Особый (Черноморский) транспортный отряд ГВФ ВВС Черноморского флота. 1 сентября 1941 года аэродром принял первый боевой самолёт. С 1942 года на аэродроме базировались полки 5-й воздушной армии под командованием генерала-лейтенанта авиации Сергея Кондратьевича Горюнова и ряд других частей ВВС Закавказского фронта.

### Аэропорт
Аэропорт Адлер официально образован приказом Главного управления гражданского воздушного флота от 23 ноября 1945 года № 236 для полётов и обслуживания скоростных самолётов Ли-2, Ил-12. Прежний аэропорт в долине реки Сочи, который с 1929 года обслуживал самолёты гражданской авиации, был закрыт, и его территория была передана городу под строительство жилых кварталов, а вся техника перенесена в новый аэропорт Адлер.
В 1956 году были построены здание аэровокзала (ныне старое здание) и взлётно-посадочная полоса ВПП-1. За 1957 аэропортом было отправлено около 35 тысяч пассажиров и 1 тысяча тонн грузов. С 1960 по 1965 построены пассажирский и багажный павильоны, гостиница на 200 мест, радионавигационные и посадочные системы. Пассажиропоток постоянно увеличивался и уже в 1965 было отправлено свыше 902 тысяч пассажиров, а в 1990 — 2 миллиона 300 тысяч.
В августе 1966 аэропорт за высокие показатели в работе был награждён орденом Трудового Красного Знамени.
В 1967 году аэропорт Адлер был переименован в аэропорт Сочи Северо-Кавказского управления гражданской авиации.
21 июля 1981 года в аэропорту впервые приземлился советский широкофюзеляжный пассажирский самолёт Ил-86. Командир экипажа — В. П. Корниюк.
В 1981 начались регулярные рейсы за рубеж: из Сочи в Братиславу, Будапешт, Прагу. Позднее открылось множество рейсов на Ближний Восток и в Западную Европу.
В 2009 году введено в эксплуатацию новое здание аэровокзала в стиле хай-тек.

## Характеристики
Аэродром первого класса, имеет две искусственные взлётно-посадочные полосы, сеть рулёжных дорожек общей протяжённостью 4310 м при ширине 40,5 м, перрон и места стоянок общей площадью 219 тыс. м². Особенностью аэродрома является то, что из-за наличия естественных препятствий (гор) к северу и северо-востоку от аэродрома, посадка производится только с одной стороны — со стороны моря. По этой же причине взлёт производится в строго обратном направлении.
Аэропорт Сочи сертифицирован Авиационным регистром МАК на пригодность к международным полётам. С 2007 года годен к эксплуатации всех типов воздушных судов, в том числе: А-330 и его модификации, Боинг-747, Боинг-777 (-200, −300, −200LR, −300ER).
Новое здание аэровокзала построено в 1989—2007 годах, площадью 65 000 м² и является одним из крупнейших в России. В конце 2013 года завершены строительство новой посадочной галереи и 10 телетрапов
. Существует возможность парковки более 1000 автомобилей. Пропускная способность аэровокзального комплекса — 2 500 пасс./час.
В декабре 2013 года в эксплуатацию был введён новый VIP-терминал. Площадь терминала 4 тысячи квадратных метров. Он построен рядом с основным аэропортовым комплексом. В терминале — пять помещений для деловых мероприятий и встреч.
Во время зимней Олимпиады-2014 пропускная способность аэропорта достигала 3800 пассажиров в час, что полностью соответствует требованиям Международного олимпийского комитета. В пиковые дни аэропорт смог обеспечить 575 взлётно-посадочных операций в сутки, что сопоставимо с интенсивностью воздушного движения в крупнейших аэропортах мира.
С 19 октября 2014 года в аэропорту действует режим «открытого неба» («пятая степень свободы воздуха»), позволивший открыть множество новых международных направлений. При этой степени свободы иностранные компании могут садиться в России и брать пассажиров и грузы при полетах в третье государство из страны, в которой зарегистрированы.
В 2015 году Международным советом аэропортов аэропорт Сочи наряду с Шереметьево и Пулково признаны лучшими в Европе по уровню обслуживания.

## Авиакомпании и направления
Аэропорт обслуживает рейсы 40 авиакомпаний по 60 направлениям.
Авиакомпании из группы компаний Аэрофлот обеспечивают более 40 % пассажиропотока аэропорта. Наибольшая частота рейсов приходится на направления: Москва, Санкт-Петербург, Новосибирск.

## Показатели деятельности
В 2020 году за 8 месяцев обработано 1300 тонн грузов.
Данные из запроса в Викиданные.

Всего за весь период работы аэропортом отправлено свыше 60 миллионов пассажиров.
| 1946  | 1957    | 1961    | 1965    | 1988  | 1990    | 2005    | 2006    | 2007  | 2008  | 2009  |
| ----- | ------- | ------- | ------- | ----- | ------- | ------- | ------- | ----- | ----- | ----- |
| 0,017 | ▲ 0,035 | ▲ 0,469 | ▲ 1,566 | ▲ 4,4 | ▲ 2,279 | ▼ 1,223 | ▲ 1,346 | ▲ 1,6 | ▼ 1,5 | ▼ 1,4 |

| 2010  | 2011  | 2012    | 2013    | 2014  | 2015  | 2016    | 2017    | 2018    | 2019    | 2020    | 2021     | 2022     | 2023     | 2024     |
| ----- | ----- | ------- | ------- | ----- | ----- | ------- | ------- | ------- | ------- | ------- | -------- | -------- | -------- | -------- |
| ▲ 2,0 | ▲ 2,1 | ▲ 2,120 | ▲ 2,428 | ▲ 3,1 | ▲ 4,1 | ▲ 5,263 | ▲ 5,692 | ▲ 6,335 | ▲ 6,772 | ▼ 6,505 | ▲ 11,077 | ▲ 13,011 | ▲ 13,900 | ▼ 13,726 |

## Транспортное сообщение
С 20 апреля 2013 года терминал Международного аэропорта Сочи начал приём городских автобусов. Для максимального удобства предусмотрен заезд общественного транспорта по пандусу, расположенному на уровне второго этажа аэровокзального комплекса, для высадки пассажиров: с пандуса они могут непосредственно попадать в зал ожидания и зоны регистрации аэропорта, минуя лестницы, лифты и эскалаторы. Действуют три транзитных маршрута № 105 (Автовокзал Сочи — ГЛК «Роза-хутор» с 5.20 до 23.15 часов, и его ускоренный вариант 105-с, без заезда в Хосту и Кудепсту, с 6 до 23.35 часов, оба варианта дают интервал движения от 13 до 25 минут), 131 (5 раз в день) и 535 (Адлер (Стадион «Труд») — ГЛК «Роза-хутор», с 7 до 23.35 часов, интервал — 30 минут).
Посадка пассажиров и других посетителей аэропорта будет производиться у подъезда терминала, расположенного на первом этаже аэровокзала. Остановки общественного транспорта расположены в непосредственной близости к залам прилётов и выдачи багажа.
Строительство платформы Аэропорт Сочи и эстакады были начаты в 2009, а 15 февраля 2012 года на этой линии от Аэропорта через Адлер, Хосту и Мацесту до Сочи курсируют электропоезда «аэроэкспресс» (с 1 мая 2013 — электропоезда «Ласточка») 4 раза в сутки (в обратном направлении, к аэропорту − 5 раз) с интервалами от 3 до 6 часов. Время в пути около 45 минут, максимальная скорость — 160 км/ч, стоимость проезда от 200 до 350 рублей.

## Права собственности и акционерный капитал

### Приватизация
Указом Президента РФ от 3 мая 2006 г N456 аэропорт Сочи исключён из перечня стратегических предприятий, ранее утверждённого указом от 4 августа 2004 г. N1009.
Федеральная служба по финансовым рынкам (ФСФР) России на заседании 29 августа 2006 г зарегистрировала выпуск и отчёт об итогах выпуска обыкновенных именных бездокументарных акций АО «Международный аэропорт Сочи» на общую сумму 1 млрд 142 млн 035 тыс. 400 руб. Размещение проходило путём приобретения акций акционерного общества Российской Федерацией при преобразовании в ОАО государственного предприятия в процессе приватизации.
Количество ценных бумаг выпуска — 11 млн 420 тыс. 354 шт, номинальная стоимость каждой акции — 100 руб. Выпуску присвоен государственный регистрационный номер 1-01-55219-E.
Взлетно-посадочная полоса не является имуществом, подлежащим приватизации, и находится в аренде у аэропорта.
Правительство РФ распоряжением от 16 сентября N1301-р включило 100 % акций АО «Международный аэропорт Сочи» в программу приватизации федерального имущества на 2006 год.
Российский фонд федерального имущества 20 ноября 2006 г. провел аукцион по продаже 100 % акций OAO «Международный аэропорт Сочи». Победителем аукциона стало ООО «Стратегия-Юг» — структура, аффилированная с БазЭл («Базовый Элемент», до 2001 года — группа «Сибирский алюминий»), заплатившая 5 миллиардов 503 миллиона 665 тысяч рублей.
Аэропорт в Сочи стал четвёртым на юге России для Русско-Азиатской инвестиционной компании (РАИнКО, реальный владелец — Олег Дерипаска).
К этому времени компания уже управляла через холдинг «Аэропорты Юга» тремя аэропортами — в городах Краснодаре (аэропорт Пашковский), Анапе и строившимся ещё в то время в Геленджике.
В июле 2007 «Базэл» за $10 млн приобрел ЗАО «Сочи-авиа-инвест» — владельца 65 % топливо-заправочного комплекса аэропорта Сочи.

### Владельцы
| Период владения | Период владения | Сумма сделки | Владелец                                                                 | Бенефециарный владелец      |
| --------------- | --------------- | --- | ------------------------------------------------------------------------ | --------------------------- |
| 1992            | 2006            | передача в федеральную собственность | Российская Федерация                                                     | Российская Федерация        |
| 2006            | 2011            | ₽ 5,5 млрд (аукцион после приватизации) | Базовый Элемент (100 % акций)                                            | Дерипаска Олег Владимирович |
| 2011            | 2021            | перевод в офшор | Базовый Элемент (100 % акций) Transport AMD — 2 Limited, Республика Кипр | Дерипаска Олег Владимирович |
| 2021            | н.в.            | «Тамд-2 Лимитед» зарегистрирована 12.08.2021 регистратором УПРАВЛЕНИЕ ФЕДЕРАЛЬНОЙ НАЛОГОВОЙ СЛУЖБЫ ПО КАЛИНИНГРАДСКОЙ ОБЛАСТИ. г Калининград, Октябрьская ул, д. 8, офис 313 | IJSC «TAMD-2 LIMITED»                                                    |                             |

## Факты
- В декабре 2010 в Новой Зеландии выпущена монета достоинством в 1 доллар с миниатюрой со зданием аэропорта Сочи[41].
- В июне 2016 года аэропорт Сочи установил новый рекорд: за сутки пассажиропоток в воздушной гавани составил 24,8 тыс. человек, что на 300 человек превышает прошлый рекорд[42].

## Происшествия и катастрофы
| Дата, время местное   | Воздушное судно          | Авиакомпания                               | количество жертв / количество человек на борту (П+Э) | Описание |
| --------------------- | ------------------------ | ------------------------------------------ | ---------------------------------------------------- | --- |
| 28 июля 1962 15:41    | Ан-10А СССР-11186        | Аэрофлот 88 авиационно-транспортный отряд  | 81 / 74+7                                            | Самолёт, выполнявший рейс 415 Львов—Симферополь—Сочи, при заходе на посадку врезался в гору в двадцати километрах до ВПП неподалёку от села Орехово (Арасаху) в Гагрском районе. Катастрофа произошла из-за ошибки диспетчера управления воздушным движением в процессе векторения при выдаче разрешения на снижение ниже безопасной высоты без каких-либо ограничений. |
| 1 октября 1972 19:40  | Ил-18В СССР-75507        | Аэрофлот Внуковский объединенный авиаотряд | 109 / 101+8                                          | Самолёт, вылетевший в Москву, разбился о воду на скорости около 300 км/ч и затонул на глубине 600 метров в расщелине, в устье реки Мзымты (расстояние от места крушения до береговой линии около 2 км). Вероятные причины катастрофы: выход из строя топливной системы, двигателей или сердечный приступ у пилота.                                                      |
| 3 мая 2006 02:13      | Airbus A320-100 ЕК-32009 | Armavia                                    | 113 / 105+8                                          | Произошло крушение самолёта, прибывающего из Еревана, в нескольких километрах от берега из-за ошибки экипажа: перевод самолёта в снижение во время ухода на второй круг. |
| 25 декабря 2016 05:27 | Ту-154Б-2 RA-85572       | МО РФ 223-й лётный отряд                   | 92 / 84+8                                            | Через 1 минуту и 10 секунд после взлёта самолёт упал в Чёрное море и полностью разрушился. Воздушное судно выполняло рейс Москва (Чкаловский) — Сочи — Хмеймим. Материалы расследования засекречены. |
| 1 сентября 2018 02:58 | Boeing 737-800 VQ-BJI    | ЮТэйр                                      | 0 / 164+6                                            | После посадки прибывшее из Москвы воздушное судно выкатилось за пределы взлетно-посадочной полосы, столкнулось с ограждением и загорелось. В результате инцидента пострадали 18 человек. Никто из пассажиров и членов экипажа не погиб. Позже от сердечного приступа скончался руководитель комплексной смены аэропорта, помогавший с эвакуацией.                       |

Происшествия не связанные с воздушными судами
- 25 июня 2015 во время масштабного наводнения в Адлерском и Хостинском районах Сочи произошло затопление первого этажа аэровокзального комплекса и взлётно-посадочной полосы.
- 3 августа 2025 года на фоне вторжения России на Украину после атаки украинских БПЛА загорелась нефтебаза. Пожар на нефтебазе ограничил заправку самолётов, работу аэропорта на время приостанавливали[49].